# Grob G 102 Astir
Dimensions
Le G102 Astir est un planeur plastique monoplace de classe club conçu par Burkhart Grob et construit par Grob Aircraft. C'est le premier planeur conçu par Grob. Le premier vol a lieu en décembre 1974. Grob avait auparavant construit le Schempp-Hirth Standard Cirrus sous licence.

## Conception et développement
L'Astir CS (Club Standard) est construit en composite (fibre de verre/résine), a une grande surface d'aile, un empennage en T et des water-ballasts dans les ailes. Sa grande surface d'aile lui donne de bonnes caractéristiques à basse vitesse mais ses performances à grande vitesse sont inférieures à celles des autres planeurs de classe standard. Dans les premières versions, une partie du châssis du fuselage était en bois avant d'être remplacé par une pièce moulée en alliage léger qui se fissure parfois après des atterrissages durs. Le B.O. de queue est juste glissé dans un trou vertical du fuselage ce qui lui permet de tomber seul en cas de décollage avec le B.O. en place.
Une version légèrement améliorée en classe standard, CS 77, est introduite en 1977. Il a une dérive différente et un fuselage plus fin similaire à celui du Speed Astir. Les versions Standard II et Standard III ont suivi au début des années 1980, revenant à un fuselage plus profilé avec un poids à vide réduit et une charge utile accrue.
L'Astir CS Jeans est similaire au CS 77, mais avec une roue principale fixe et un sabot arrière. Son cockpit est habillé de denim bleu. Les versions ultérieures seront le Club II et le Club III avec aussi un train fixe, mais le Club III avait une roue arrière.
Ont été construits : 536 CS, 244 CS77, 248 CS Jeans, 61 Club/Standard Astir II et 152 Club/Standard Astir III. Une version à volets appelée G104 Speed Astir a également été produite.
Le dernier né de la gamme Astir est le G102 Standard Astir III, conçu par Burkhart Grob et construit par Grob Aircraft c'est un développement du G-102 original.
Un Astir piloté par Robert Harris, a battu le record mondial d'altitude absolue à 14 938 m le 17 février 1986. Ce record a tenu jusqu'en 2006.

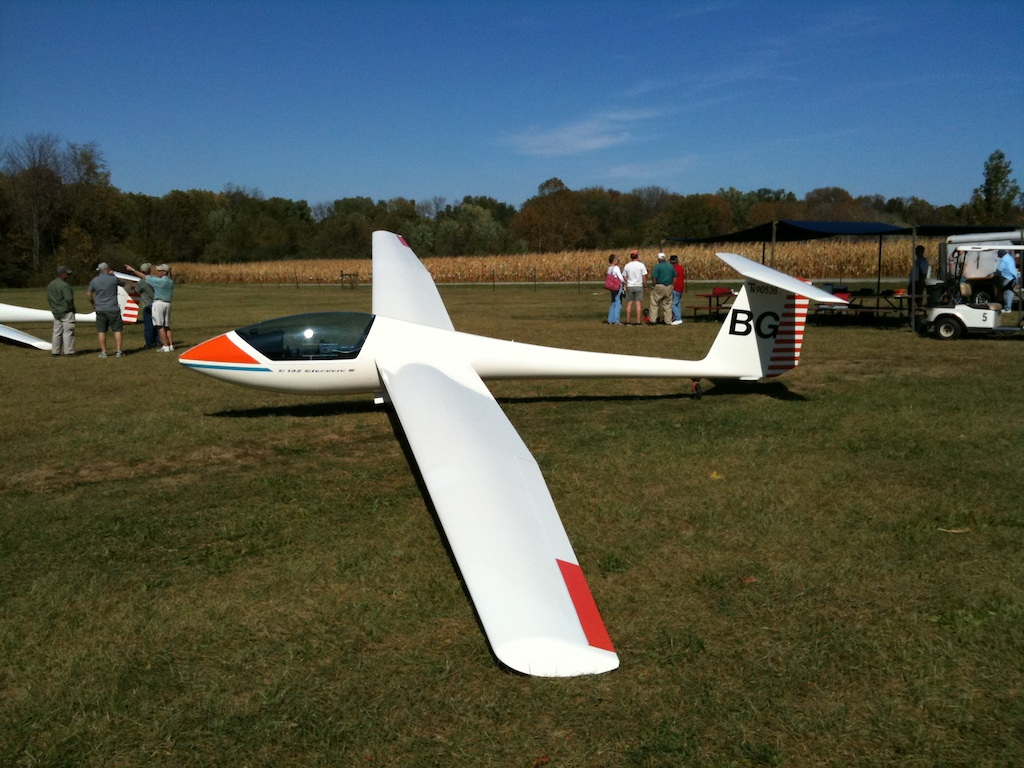
G102 Standard Astir III

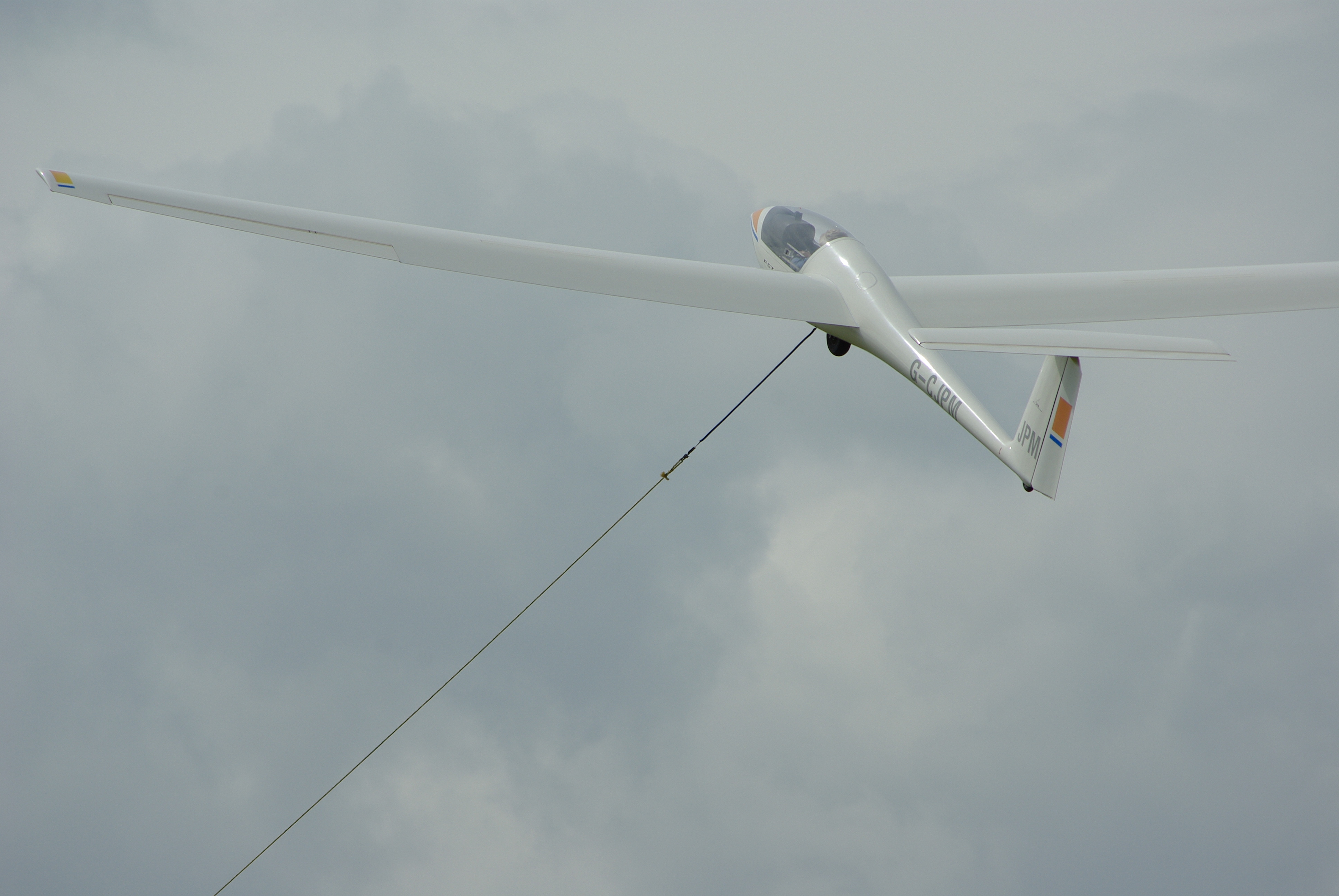
Treuillage d'un jean Astir CS

## Variantes
Astir CS
Version originale de l'Astir, produite jusqu'en 1977 (CS = Club Standard)
Astir CS77
Produit à partir de 1977, avec un fuselage affiné et d'autres modifications
Speed Astir
Astir à volets de courbure pour se conformer à la classe FAI 15m à volets, pour les compétitions de vol à voile
Jean Astir CS
Planeurs Astir à train fixe caréné, pour se conformer à la Classe Club des compétitions de vol à voile et pour offrir un "plastique" à moindre coût.
G102 Astir
Désignation introduite par Grob pour la série Astir dans les années 1980, chaque amélioration successive recevant le suffixe I, II ou III etc.
G104 Speed Astir
Le Speed Astir redessiné

## Caractéristiques de vol et pilotage
L’Astir possède des ailes relativement épaisses et rigides. Il a un comportement assez similaire à l’Alexander Schleicher ASK 21 aux basses vitesses, c’est un planeur assez simple. L’Astir est un monoplace très stable par rapport à des planeurs à plus grande envergure par exemple. Selon les versions, la sensibilité des commandes varie, mais on notera en général une sensibilité plutôt élevée sur le tangage et plus molle sur le roulis.
Aujoud’hui, de nombreux planeurs de même classe (envergure de 15m) ont des performances supérieures à celles de l’Astir, comme par exemple le Centrair Pégase C101 ou le Schempp-Hirth Ventus, ce qui fait qu’il est un peu délaissé en compétition et il est donc principalement utilisé comme premier planeur monoplace dans la progression ou comme planeur d’entraînement.